# France aux Jeux olympiques de 1908
L'équipe de France olympique participe aux Jeux olympiques de 1908 à Londres. Elle y remporte dix-neuf médailles : cinq en or, cinq en argent et neuf en bronze, se situant à la quatrième place des nations au tableau des médailles. La délégation française regroupe 202 sportifs.

## Bilan général
| Place | Sport        | Médaille d'or, Jeux olympiques | Médaille d'argent, Jeux olympiques | Médaille de bronze, Jeux olympiques | Total |
| 1     | Escrime      | 2                              | 1                                  | 1                                   | 4     |
| 2     | Cyclisme     | 1                              | 2                                  | 2                                   | 5     |
| 3     | Tir à l'arc  | 1                              | 1                                  | 1                                   | 3     |
| 4     | Motonautisme | 1                              | 0                                  | 0                                   | 1     |
| 5     | Athlétisme   | 0                              | 1                                  | 1                                   | 2     |
| 6     | Tir          | 0                              | 0                                  | 2                                   | 2     |
| 7     | Gymnastique  | 0                              | 0                                  | 1                                   | 1     |
| 7     | Voile        | 0                              | 0                                  | 1                                   | 1     |
| Total | Total        | 5                              | 5                                  | 9                                   | 19    |

## Liste des médaillés français

### Médailles d'or
| Sport              | Discipline                   | Sportifs | Performance |
| Médailles d'or : 5 |                              | |             |
| Cyclisme sur piste | Tandem                       | André Auffray Maurice Schilles                                                                                      |             |
| Escrime            | Épée                         | Gaston Alibert |             |
| Escrime            | Épée par équipe              | Gaston Alibert Herman Georges Berger Charles Collignon Bernard Gravier Alexandre Lippmann Eugène Olivier Jean Stern |             |
| Motonautisme       | Toutes catégories, 40 milles | Emile Thubron |             |
| Tir à l’arc        | Style continental, 50 m      | Eugène Grisot |             |

### Médailles d'argent
| Sport                  | Discipline                     | Sportifs           | Performance |
| Médailles d'argent : 5 |                                |                    |             |
| Athlétisme             | Hauteur (H)                    | Géo André          | 1,88 m      |
| Cyclisme sur piste     | Tour de piste contre la montre | Émile Demangel     |             |
| Cyclisme sur piste     | 5 000 m piste                  | Maurice Schillès   |             |
| Escrime                | Épée                           | Alexandre Lippmann |             |
| Tir à l’arc            | Style continental, 50 m        | Louis Vernet       |             |

### Médailles de bronze
| Sport                   | Discipline                                       | Sportifs                                                                                 | Performance |
| Médailles de bronze : 9 |                                                  |                                                                                          |             |
| Athlétisme              | 3 miles par équipes H                            | Joseph Dréher Louis de Fleurac Paul Lizandier Jean Bouin Alexandre Fayollat              | 32 points   |
| Cyclisme sur piste      | 5 000 m piste                                    | André Auffray                                                                            |             |
| Cyclisme sur piste      | 100 km piste                                     | Octave Lapize                                                                            |             |
| Escrime                 | Épée                                             | Eugène Olivier                                                                           |             |
| Gymnastique             | Heptathlon individuel                            | Louis Ségura                                                                             |             |
| Tir                     | Arme libre par équipe 300 m                      | Eugène Balme Albert Courquin Raoul de Boigne Léon Johnson Maurice Lecoq André Parmentier |             |
| Tir                     | Carabine par équipes, 50 et 100 yards, 800 coups | Henri Bonnefoy Paul Colas Léon Lécuyer André Regaud                                      |             |
| Tir à l’arc             | Style continental, 50 m                          | Gustave Cabaret                                                                          |             |
| Voile                   | 6 m                                              | Henri Arthus Louis Potheau Pierre Rabot                                                  |             |